# Grafschaft Mühlingen
Die Grafschaft Mühlingen war eine territoriale Verwaltungseinheit unter Lehnshoheit des Heiligen Römischen Reiches. Sie bestand vom 9. bis zum 20. Jahrhundert.

## Geografische Lage
Das Gebiet der Grafschaft Mühlingen lag südlich von Magdeburg in der Magdeburger Börde. Heute liegt dieses Gebiet im Salzlandkreis im Zentrum des Landes Sachsen-Anhalt. Zur Zeit seiner größten Ausdehnung Anfang des 13. Jahrhunderts war es im Uhrzeigersinn von den Flüssen Elbe, Saale, Bode und Sülze begrenzt. Zu dieser Zeit gehörten folgende Orte zur Grafschaft:
| - Altenweddingen - Athensleben - Atzendorf - Bahrendorf - Barby - Biere - Bisdorf - Borne - Brumby - Döben - Calbe - Eggersdorf - Eickendorf - Felgeleben | - Förderstedt - Frohse - Glinde - Glöthe - Grizehne - Großmühlingen - Hohendorf - Kleinmühlingen - Löbnitz - Löderburg - Neugattersleben - Nienburg - Pömmelte - Rothförde | - Salze - Salbke - Schönebeck - Schwaneberg - Staßfurt - Stemmern - Tornitz - Üllnitz - Unseburg - Walsleben - Werkleitz - Westerhüsen - Zeitz - Zens |

Hinzu kommt eine etwa doppelte Anzahl von Orten, die später zu Wüstungen wurden.

## Geschichte

### Gründung
Das Gebiet der Grafschaft war bis zum 6. Jahrhundert vorwiegend von den westgermanischen Thüringern besiedelt. Danach drängten Sachsen und Slawen in das Land. Die Grafschaft Mühlingen wurde Anfang des 9. Jahrhunderts durch Kaiser Karl den Großen gegründet und kam dadurch später unter die Oberhoheit des Heiligen Römischen Reiches. Tributpflichtig war die Grafschaft dem Bistum Halberstadt. Als erster Lehnsherr wurde Gero eingesetzt. In einer Schenkungsurkunde vom 13. September 936 des Königs Otto I. wird die geografische Bezeichnung Mühlingen (mulinge) erstmals urkundlich erwähnt.

### Askanische Herrschaft
1034 starb Geros letzte Nachfahre Odo, und Kaiser Konrad II. übertrug das Lehen an den Stammvater der Askanier Esico von Ballenstedt. Sein Enkel Otto machte sich im Kampf gegen die Slawen einen Namen, denen er 1115 bei Köthen eine vernichtende Niederlage beibrachte. Sein Sohn Albrecht der Bär ging als Gründer der Mark Brandenburg in die Geschichte ein. 

### Dornburger Herrschaft
Noch zu seinen Lebzeiten setzte Markgraf Albrecht den Grafen Siegfried von Dornburg als Lehnsverwalter für Mühlingen ein, der jedoch mit Albrecht in Streit geriet und hingerichtet wurde. 1140 übertrug der Markgraf die Verwaltung des Lehens an Siegfrieds Sohn Bederich. Mit dem Tod von Bedrich III. um 1240 starb das Dornburger Grafengeschlecht aus und das Lehen Mühlingen ging zum größten Teil an das Erzbistum Magdeburg, nur Groß- und Kleinmühlingen wurde den Grafen von Arnstein übertragen. 

### Grafen von Arnstein
Graf Gebhard von Arnstein legte sich 1242 mit dem Magdeburger Erzbischof Wilbrand und dem Bischof Meinhard von Halberstadt an, in dessen Folge Calbe und Nienburg zerstört wurde. Nachdem Günther von Arnstein 1282 gestorben war, war dessen Linie der Arnsteiner ausgestorben, sodass deren Besitz an den Barbyer Zweig der Arnsteiner kam. Sie nannten sich danach Grafen von Mühlingen und Herren von Barby. Unter der Regentschaft von Graf Albrecht, der etwa von 1289 bis 1332 regierte, kam es erneut zur Auseinandersetzung mit dem Erzbistum Magdeburg. Albrecht unterstützte die Magdeburger Bürgerschaft im Aufbegehren gegen Erzbischof Burchard. Burchard zerstörte daraufhin das Mühlinger Schloss, das jedoch mithilfe der dankbaren Mühlinger Bürgern umgehend wieder aufgebaut wurde. In die Epoche der Herrschaft der Askanier fielen auch die schweren Zeiten der Pestepidemie von 1350 und die Hungersnot um 1370, die durch die Misswirtschaft des Erzbischofs Albrecht II. in der Region ausgelöst worden war. Die Bevölkerung der Grafschaft verringerte sich dadurch erheblich. 

Als 1468 Fürst Bernhard VI. von Anhalt aus dem Haus der Askanier starb, wurde deren Lehen, zu dem die Grafschaft Mühlingen gehörte, frei. Kaiser Friedrich III. übergab dem Grafen von Mühlingen und Barby Günther IV. 1478 die Grafschaft Mühlingen direkt zum Lehen, die damit reichsfrei wurde. Der Status der Reichsunmittelbarkeit wurde durch einen Vergleich zwischen den Regenten von Anhalt und Mühlingen dahingehend modifiziert, dass die Grafschaft dem Fürsten von Anhalt den Lehnseid zu leisten habe, die Lehnslasten jedoch weiterhin dem Kaiser schuldig war. Graf Wolfgang I. von Mühlingen und Barby baute um 1530 das Schloss Großmühlingen zu einem Renaissance-Bau und machte es zur Residenz der Grafschaft. Mitte des 16. Jahrhunderts führte er in der Grafschaft die Reformation ein. 
 Während des Dreißigjährigen Krieges lag die Grafschaft im Aufmarschgebiet der kaiserlichen-katholischen Truppen gegen Magdeburg und wurde schwer verwüstet. Auch das Großmühlinger Schloss erlitt schwere Schäden und wurde als Residenz aufgegeben. Mit dem Tod des Grafen August Ludwig am 17. Oktober 1659 erlosch das Geschlecht der Arnsteiner Grafen von Mühlingen und Barby. Zu dieser Zeit bestand die Grafschaft nur noch aus den Orten Groß- und Kleinmühlingen.

### Unter anhaltinischer Herrschaft
Die Grafschaft ging in den Besitz des Herzogs August von Sachsen über, der 1660 den Fürsten Johann VI. von Anhalt-Zerbst belehnte. 1793 erlosch die Zerbster Linie und die Grafschaft Mühlingen kam als Lehen an das Fürstentum Anhalt-Bernburg, das zu dieser Zeit von Fürst Friedrich Albrecht regiert wurde. Auch das Bernburger Geschlecht starb 1863 aus, die Grafschaft kam als von Preußen umschlossene Exklave zum neu gebildeten Herzogtum Anhalt und wurde unter die Verwaltung des ebenfalls neu gebildeten Kreises Bernburg gestellt. 
Während bereits im 17. Jahrhundert verwaltungsmäßig bereits der Begriff „Amt Mühlingen“ auftaucht, erhielt die Grafschaft mit der Einführung der Gemeinde-, Stadt- und Dorfordnung für das Herzogtum Anhalt vom 7. April 1878 offiziell den Status eines Amtsbezirkes. Mit dem Thronverzicht von Herzog Joachim Ernst von Anhalt am 12. November 1918 endete die feudale Gliederungseinheit Grafschaft Mühlingen.